# Ratpenat de nas tubular de l'arxipèlag de Bismarck
El ratpenat de nas tubular de l'arxipèlag de Bismarck (Nyctimene vizcaccia) és una espècie de ratpenat de la família dels pteropòdids. Viu a l'arxipèlag de Bismarck (Papua Nova Guinea) i Salomó. El seu hàbitat natural són els boscos tropicals humits de dosser tancat, tot i que a vegades s'endinsa a boscos secundaris o plantacions. La població de l'arxipèlag de Bismarck està amenaçada per la tala d'arbres.